# Cherubion Kiadó
A Cherubion Könyvkiadó és Szolgáltató Kft. 1991. szeptember 2-án kezdte meg a működését Debrecenben. Nevét Cherubionról, a fantasyvilágról kapta, amely a kiadó frontemberének és tulajdonosának, Nemes Istvánnak az írói karrierjét és ismertségét megalapozta. 2006-ban Nemes István és húga eladta tulajdonrészét a Delta Vision-nek, amely így többségi tulajdonra tett szert.
A Cherubion Kiadó fő profilja fantasy- és sci-fi-művek kiadása és a jeles nyugati szerzők mellett a tehetséges, fiatal magyar írók segítése és bátorítása. Az önálló regények mellett rendszeresen jelentetnek meg különböző antológiákat is.

## Sorozatok
- Osiris Könyvek
- Cherubion Fantasy Exkluzív
- Cherubion Sci-Fi Exkluzív
- Harcos Képzelet Játékkönyvek
- Halálosztó 2029

### Osiris könyvek
| Szerző(k)         | Mű(vek) címe(i)     | Kiadás dátuma | Megjegyzés |
| ----------------- | ------------------- | ------------- | ---------- |
| Robert E. Howard  | Conan, a bosszúálló | (1992)        | (Fantasy)  |
| Robert E. Howard  | Árnykirályok        | (1992)        | (Fantasy)  |
| John Caldwell     | A Káosz éve         | (1992)        | (Fantasy)  |
| Robert E. Howard  | Conan, a kalandor   | (1992)        | (Fantasy)  |
| Donald H. Wisdone | Kristálymágia       | (1992)        | (Fantasy)  |

## Szerzők

### Hazai szerzők
- Bihon Tibor (Robert Knight)
- Berke Szilárd (Eric Muldoom)
- Czinkos Éva (Eve Rigel)
- Fazekas Bea (Kyra Potter)
- Hüse Lajos (C. J. Fayard)
- Nemes István (John Caldwell, Jeffrey Stone stb.)
- Ripp Gábor (Gabriel Wraith)
- Szabó Lehel (Chuck Palmer)
- Szabó Sándor (A.Taylor Crabe)
- Szántó Tibor (Benjamin Rascal )
- Tölgyesi László (Douglas Rowland)
- Vakulya Norbert (Norbert Winney)